# 引爆流行
《引爆流行：小事如何产生大变化》（The Tipping Point: How Little Things Can Make a Big Difference），簡稱《引爆流行》，是由《紐約客》雜誌專職作家麥爾坎·葛拉威爾撰寫，由利特爾與布朗出版社（Little Brown）於2000年出版的暢銷書。

## 概要
《引爆流行》這本書的書面源自引爆點（Tipping point）這個概念，意思是指當動量到達一個不能再被停止的水平。而在這本書裡，格萊德威爾採納了“引爆點”在社會學的定義。

## 參看
- 突變理論：摺疊突變
- 流行病學
- 百猴效應

## 外部連結
- Review in The New York Times
- The Tipping Point on Malcolm Gladwell's webpage
- The Tipping Point preview on Google Books[]